# A̤̍
A̤̍, a̤̍ – litera rozszerzonego alfabetu łacińskiego. Wykorzystywana jest w zapisie języka puxian alfabetem łacińskim. Używana jest do oznaczenia dźwięku [e˥˧], tj. samogłoski półprzymkniętej przedniej niezaokrąglonej wymawianej z tonem opadającym z poziomu wysokiego na średni.

## Kodowanie
| Forma     | Wygląd | Części składowe | Części składowe | Części składowe | Kodowanie            |
| --------- | ------ | --------------- | --------------- | --------------- | -------------------- |
| majuskuła | A̤̍      | U+0041 A        | U+0324 ◌̤        | U+030D ◌̍        | U+0041 U+0324 U+030D |
| minuskuła | a̤̍      | U+0061 a        | U+0324 ◌̤        | U+030D ◌̍        | U+0041 U+0324 U+030D |